# Rothorn (Baltschieder)
Rothorn är en bergstopp i Schweiz.   Den ligger i distriktet Brig och kantonen Valais, i den södra delen av landet, 70 km sydost om huvudstaden Bern. Toppen på Rothorn är 2 953 meter över havet, eller 58 meter över den omgivande terrängen. Bredden vid basen är 0,11 km.
Terrängen runt Rothorn är huvudsakligen mycket bergig. Närmaste större samhälle är Visp, 8,0 km söder om Rothorn. 
Trakten runt Rothorn består i huvudsak av gräsmarker. Runt Rothorn är det ganska glesbefolkat, med 38 invånare per kvadratkilometer.